# Żurrieq
Żurrieq (idegen nevén Zurrico) Málta egyik helyi tanácsa a sziget déli részén. Lakossága 9816 fő. Żurrieq helyi tanácsához tartozik Filfla szigete. A név feltételezések szerint az arab ezraq (kék) szóból származik, amelyet most a tengerre vonatkoztatnak, ám a máltai pletykák inkább a helyiek kék szemének tulajdonítják: a közelben volt ugyanis több brit katonai bázis, és a keveredésnek köszönhetően a lakosok között feltűnően sok a kék szemű. Külterülete Bubaqra.

## Története
Már az őskorban lakott volt, ezt a keréknyomok (cart ruts) tanúsítják (Tal-Bakkari). A föníciaiak emlékét néhány sír (Ta' Farrat) és egy feltételezhetően általuk épített torony maradványai őrzik (Ta' Danieri). A római időkre pogány római (Ħal Far közelében) és az 1995-ben felfedezett ókeresztény sírok emlékeztetnek. Még a 7. századból is ismertek bizánci sírok.
A település első említése 1399-ből való. Az 1436-os egyházi összeírás már plébániaként említi Szent Katalin kápolnáját. 1618-ban Qrendi önállóvá vált Żurrieqtől. Az 1650-es években épült plébániatemplom oltárképét Mattia Preti festette. 1659-ben Martín de Redín nagymester tornyot építtetett a partjain, a Torre della Guardia di Giornót (Wardija Tower). 1674-ben megépült az első szélmalom (tal-Qaret). Brichelot és Bremond 1718-as térképe valós helyétől északra, Mqabbától északkeletre ábrázolja Tera Zoriricho néven. 1724-ben António Manuel de Vilhena nagymester építtette a második szélmalmot (ma tax-Xarolla néven ismert).
1993 óta Málta egyik helyi tanácsa.

## Önkormányzata
Żurrieq irányítása a kilenctagú helyi tanács kezében van. A jelenlegi, hetedik tanács 2012 óta van hivatalban.
Polgármesterei:
- Helen D'Amato (1993–1996)
- Carmel Mangion (1996–1999)
- Joseph M. Cassar (1999–2002)
- Ignatius Farrugia (Munkáspárt, 2002–2008)
- Silvio Izzo Savona (2008–2012)
- Ignatius Farrugia (Munkáspárt, 2012–)

## Nevezetességei

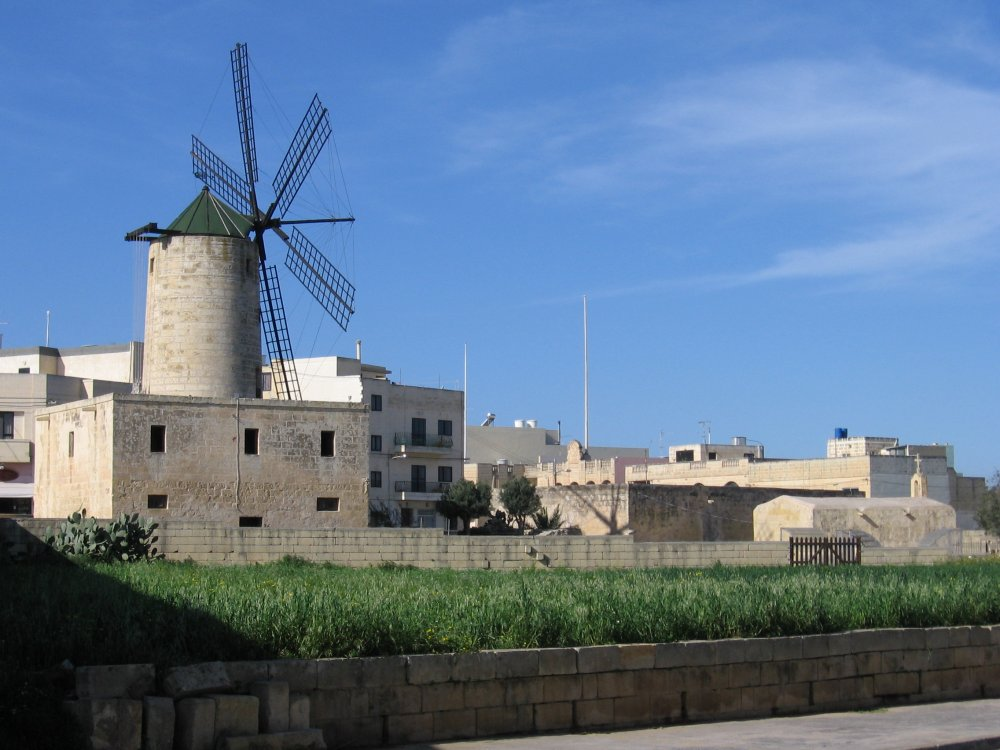
A Xarolla-szélmalom

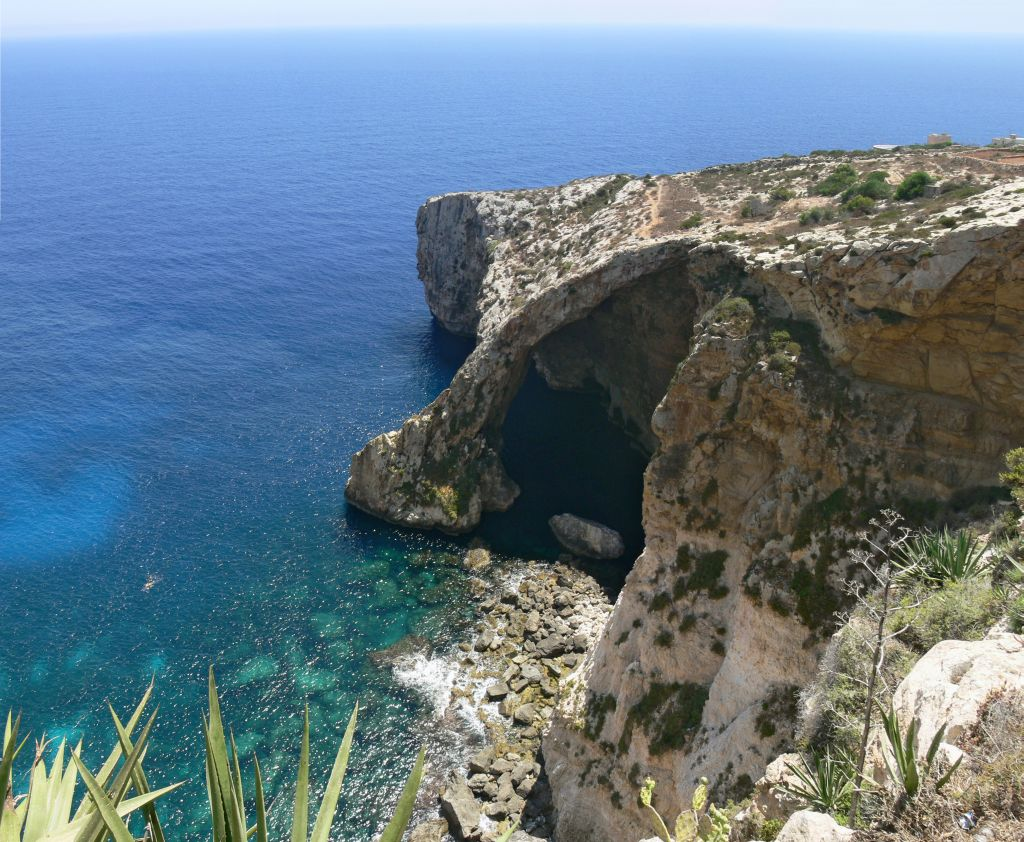
A Kék Barlang Żurrieq szikláiról nézve

- Xarolla-szélmalom: 1724-ben épült. 1992-es felújítása óta a szigetek egyetlen működő szélmalma
- Wardija Tower őrtorony a településtől keletre
- L-Armorija (The armoury, a Fegyvertár): a 17. század végén épült
- Nigret Palace: 1715 körül épült az in-Nigret községrészben. Ma zárda
- Plébániatemplom. A templomban őrzik az elpusztult filflai kápolna oltárképét.[5]
- Bubaqra Tower: erődített lakóháznak épült, bár állítólag használták védelmi célokra is
- Közelében található az elhagyott középkori Ħal-Millieri falu, amelynek Angyali üdvözlet-kápolnája ma is őrzi fél évezredes freskóit
- Ħal Safi határában láthatók a várost védő fal maradványai

## Kultúra
Band clubjai:
- Soċjetà Mużikali Santa Katarina V.M.
- Għaqda Karmelitana u Banda Queen Victoria

## Sport
Sportegyesületei:
- Boccia: Guy Boċċi Club
- Futsal: Żurrieq Wolves
- Labdarúgás: Żurrieq Football Club: a másodosztály középmezőnyéhez tartozik

## Közlekedés
Autóval a repülőtér alatti aluljárón át közelíthető meg, Kirkop mellett elhaladva.
Valletta felől a 32-es, 34-es, 38-as, 132-es, Mqabba felől a 350-es buszok érintik a várost.

## Híres személyiségek
A községben élt Mattia Preti máltai festő, akinek képei számos templom díszei a szigeten.

## Testvértelepülései
- Morphou (Ciprus, 2000)
- Borgo Maggiore (San Marino, 2001)
- Angermünde (Németország, 2008)